# Hemijska ligacija
Hemijska ligacija je set tehnika koje se koriste za stvaranje dugačkih peptidnih ili proteinskih lanaca. To je drugi stepen u konvergentnom pristupu. Prvo se manji peptidi sa 30-50 aminokiselina pripreme konvencionalnom hemijskom sintezom peptida. Oni su potpuno nezaštićeni. Hemijska ligacija je tehnika povezivanja tih peptida putem hemoselektivnih reakcija da bi se dobio jedinstven proizvod, obično u vodenom rastvoru. Sa nekoliko uzastopnih povezivanja, proteini do 200-300 aminokiselina se mogu proizvesti.

## Metodi hemijske ligacije
Više tehnika je opisano u literaturi. Najpraktičniji i najrobustniji metod za hemoselektivne reakcije nezaštićenih peptida je prirodna hemijska ligacija. Prirodna hemijska ligacija je prevazišla limitacije klasičnog sintetičkog organsko hemijskog pristupa totalnoj sintezi proteina, i omogućava rutinsku totalnu ili semi- sintezu proteinskih molekula. Originalni hemijsko ligacioni metodi su formirali non-nativne veze na mestu ligacije. Nativna hemijska ligacija je bila naknadno razvijena. U nativnoj hemijskoj ligaciji, nezaštićeni peptid-tioestar reaguje sa Cys-peptidom da proizvede ligacioni proizvod sa prirodnom peptidnom vezom na mestu ligacije. U tom metodu, inicijalni tioestar-vezani ligacioni intermedijar se reorganizuje da formira amidnu vezu.
Nativna hemijska ligacija oslanja na prisustvo ostataka cisteina na mestu ligacije. Metodi koji koriste zaštitne pomoćne grupe mogu u nekim slučajevima da prošire opseg upotrebe nativne hemijske ligacije na non-cisteinske ostatke, kao što može i upotreba desulfurizacije nakon ligacije (npr. konvertovanje Cys u Ala).

### Izražena proteinska ligacija
Korišćenjem prirodnog inteina moguće je pripremiti rekombinantni polipeptid C-terminalni tioestar. Ovo omogućava upotrebu velikih rekombinantnih proteina – izvedenih iz tioestera u nativnoj hemijskoj ligaciji. Rekombinantni tioestar može biti spojen u a sintetički peptid sa N-terminalnim cisteinom. Nativna hemijska ligacija ove vrste koristeći rekombinantne C-terminalne tioestere je poznata kao izražena proteinska ligacija. Rekombinantna ekspresija takođe biti korišćena da proizvede Cys-polipeptid za upotrebu u nativnoj hemijskoj ligaciji.

## Literatura
1. ↑  Kent SB (2009). „Total chemical synthesis of proteins”. Chem.Soc.Rev. 38: 338—351. doi:10.1039/b700141j.
2. ↑  Schnölzer M, Kent SB (1992). „Constructing proteins by dovetailing unprotected synthetic peptides: backbone-engineered HIV protease”. Science. 256: 221—5.
3. ↑  Nilsson BL, Soellner MB, Raines RT (2005). „Chemical Synthesis of Proteins”. Annu. Rev. Biophys. Biomol. Struct. 34: 91—118.
4. ↑  Bang D, Pentelute BL, Kent SB (2006). „Kinetically controlled ligation for the convergent chemical synthesis of proteins”. Angew Chem Int Ed Engl. 45: 3985—8.
5. ↑  Dawson PE, Muir TW, Clark-Lewis I, Kent SB (1994). „Synthesis of proteins by native chemical ligation”. Science. 266: 776—9.
6. ↑  Muir TW. (2003). „Semisynthesis of proteins by expressed protein ligation”. Annu Rev Biochem. 72: 249—89.

## Spoljašnje veze
- Instantni uvid: hemijske veze
- Hemijska ligacija[мртва веза]